# Sergio Barragán
Sergio Barragán Carrasco (Madrid, 17 marzo 1930 – Madrid, 19 dicembre 2014) è stato un calciatore spagnolo.

## Carriera
In attività giocava come difensore. Con l'Osasuna vinse un campionato di Segunda División.

## Palmarès

### Calciatore

#### Competizioni nazionali
- Segunda División (Spagna): 1

Osasuna: 1952-1953